# 534 Nassovia
Az 534 Nassovia egy a Naprendszer kisbolygói közül, amit Raymond Smith Dugan fedezett fel 1904. április 19-én.